# Philodromus maliniae
Philodromus maliniae là một loài nhện trong họ Philodromidae.
Loài này thuộc chi Philodromus. Philodromus maliniae được Benoy Krishna Tikader miêu tả năm 1966.